# Microcontenu
Le terme Microcontenu est utilisé couramment dans la presse française pour décrire des zones d'accroches qui sont des textes courts introduisant un contenu éditorial, le macrocontenu. Il s’agit pour le journaliste des titres, accroches et d’une manière générale de tout ce qui constitue l’habillage du contenu : sous-titres, sur-titres, légendes. L’enjeu du microcontenu est d’informer, d’inciter, d’entraîner. Il doit évidemment retranscrire le plus fidèlement possible la portée du macrocontenu.  
Sur le média internet, l'équipe de Axance, David Reneault et Frédéric Gaillard, va au-delà d'une approche classique et pose en février 2002 cette explication sur les microcontenus dans un contexte interactif:
"En pratique, cela consiste à effectuer des études et un suivi constant du trafic des internautes - sections et liens les plus visités, tâches les plus fréquentes, etc. - afin de pouvoir rendre visible en page d’accueil une partie de ce contenu sous forme de microcontenus. Ce contenu pourra même être présenté sous forme de « palmarès » - requêtes les plus demandées cette semaine, ce mois, etc. -, de « voyeur de recherche », de classement en temps réel, etc., en fonction de la clientèle ciblée."
"Aujourd'hui, Microcontenus est plus utilisé comme terme général pour indiquer du contenu que pour montrer une idée première ou un concept. Le microcontenu est accessible via une URL permanente, et est formaté pour être visible sur un courriel, un navigateur Web, ou un téléphone portable. Des microcontenus disponibles : Résultats de la Coupe du monde, une horloge, un calendrier dynamique, des cartoons, du sudoku et des cotations, etc.
Avec l'explosion de la blogosphère et la structure des nouveaux contenus (RSS, rétrolien, wiki), cette terminologie est de plus en plus ouverte."
Raphaël Briner sépare en trois types les microcontenus:
1. microcontenus comme accroches (dans le sens éditorial classique)
2. microcontenus comme objets autonomes (blogs, commentaires, discussion, média)
3. microcontenus comme composants programmés dépendants (dans le sens aggrégatif Web 2.0, nommés également widgets, gadgets ou modules).

## Voir également
- Microformats
- Web 2.0
- Widget